# Rondibilis rondoni
Rondibilis rondoni là một loài bọ cánh cứng trong họ Cerambycidae.